# Бугринская Роща
Бугринская Роща — посёлок в Ордынском районе Новосибирской области России. Входит в состав Петровского сельсовета.

## География
Площадь посёлка — 18 гектаров.

## Население
| 2002 | 2007 | 2010 |
| ---- | ---- | ---- |
| 56   | ↘46  | ↘33  |

## Инфраструктура
В посёлке по данным на 2007 год функционирует 1 учреждение здравоохранения.